# Саттезеле

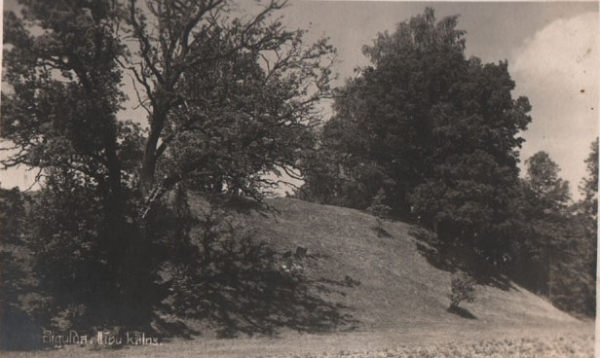
Ливу калнс в 1930-е годы

Саттезеле (лив. Sattesele, латыш. Sateseles pils) — замок ливского князя Дабрела. Саттезеле находился в южной части Гауи (поблизости от Зегевольда), примерно в 48,5 км от Риги. Саттезеле являлся центром земель князя Дабрела.
В 1206 году крестоносцы организовали поход на Турайдский замок, которым владел князь ливов Каупо. Одна часть войска пошла на Турайдский замок, вторая часть войска отправилась к замку Дабрела, Саттезеле, и осадила его, но безуспешно. Дым, поднимавшийся в небо от горящей Турайды, укрепил в защитниках соседнего замка решимость защищаться. Дабрел, их старейшина, ободрял их и поддерживал. Пилигримы, целый день осаждавшие замок вместе с семигаллами, не могли взять его; некоторые из них пытались с немногими взойти с другой стороны, но потеряли там пятерых человек убитыми. Увидев, что замок весьма крепок и неприступен, отступили, опустошив область, вернулись к своим и, остановившись под Ригой вместе с остальным отошедшим войском, разделили всю взятую добычу.
В 1206 году сатезельцы, не видя другого выхода, приняли крещение.
После смерти Дабрела замок Саттезеле часто называли Замком Дабрела.
Замок разрушен в 1212 году.